# Babenstubener Moore

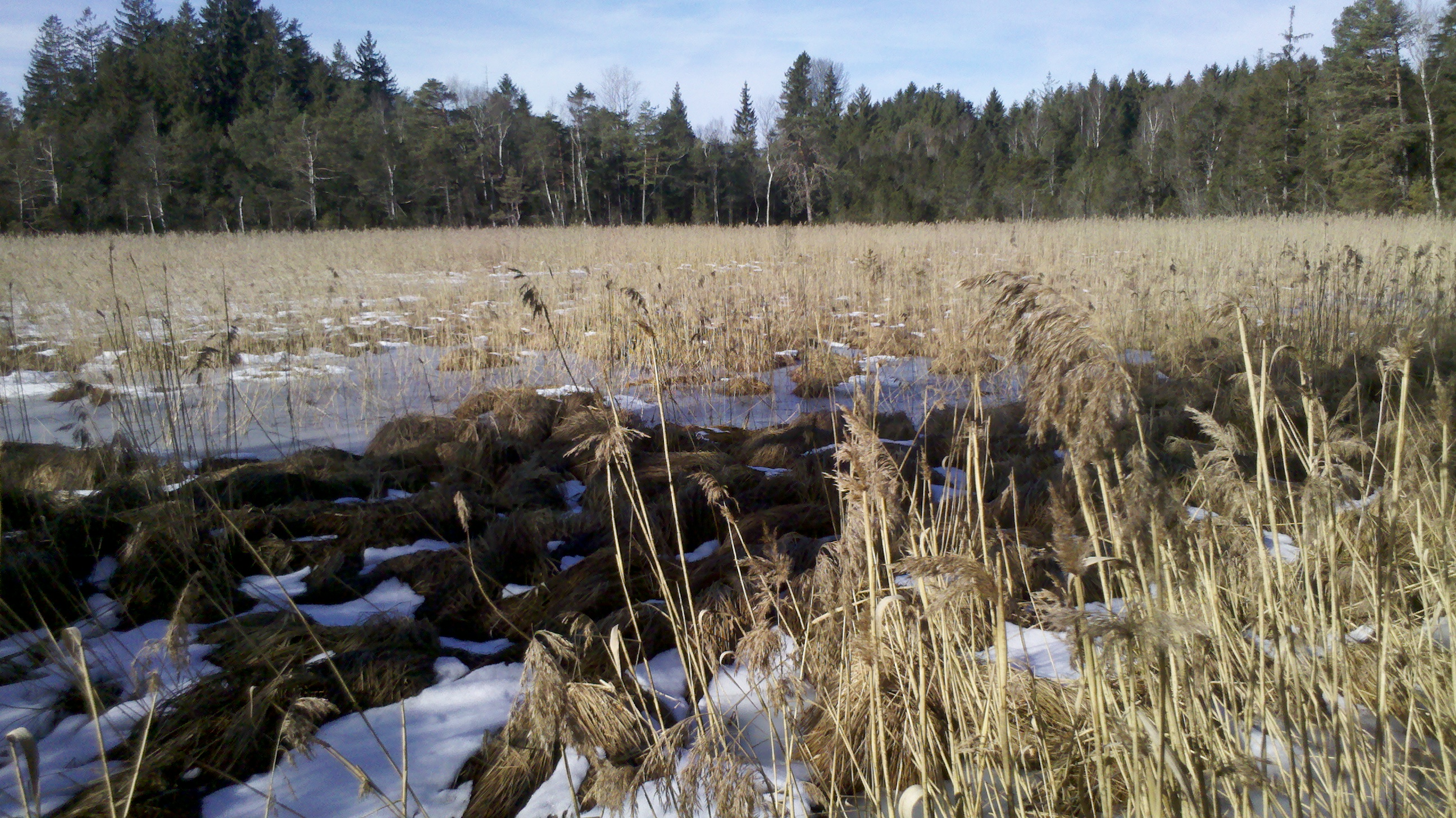
Naturschutzgebiet Babenstubener Moore (Februar 2014)

Das Naturschutzgebiet Babenstubener Moore liegt auf dem Gebiet der Stadt Geretsried im Landkreis Bad Tölz-Wolfratshausen in Oberbayern. Es ist Teil des FFH-Gebietes Moore südlich Königsdorf, Rothenrainer Moore und Königsdorfer Alm und gehört zur Tölzer Moorachse.
Das 211,3 ha große Gebiet mit der Nr. NSG-00325.01, das im Jahr 1994 unter Naturschutz gestellt wurde, erstreckt sich westlich der Kernstadt Geretsried. Westlich fließt die Loisach, östlich verläuft die B 11.
Die Moore werden im Süden über den Tegernseegraben und im Norden über den Breitenbach zur Loisach entwässert.